# أدريانا سالفاتيرا
أدريانا سالفاتيرا (مواليد 3 يونيو 1989) هي سياسية بوليفية شغلت منصب رئيسة مجلس الشيوخ في 2019  وهي عضوة في حزب الحركة نحو الاشتراكية.